# Antonio Monda

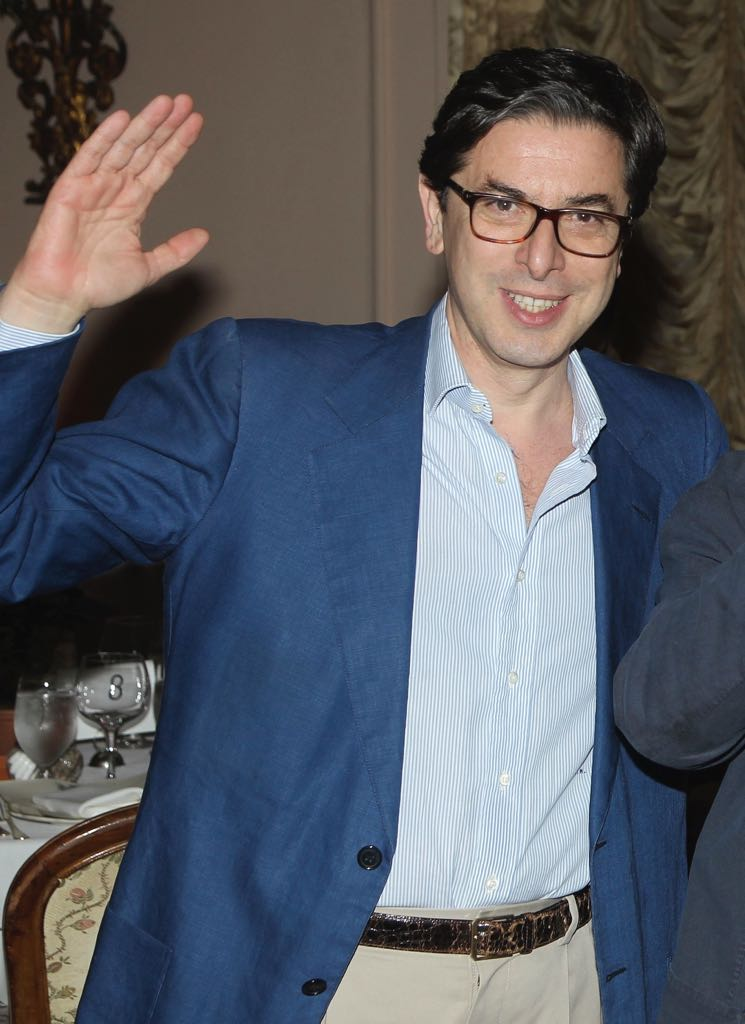
Antonio Monda

Antonio Monda (19 de octubre de 1962) es un escritor italiano, director de cine, ensayista y profesor en la Universidad de Nueva York, en la Escuela Tisch de las Artes. Es un promotor de las artes, en particular el cine y la literatura.

## Familia y formación
Monda nació en Velletri (Capital de la Ciudad Metropolitana de Roma) en una familia de políticos liberales católicos, y actualmente sigue siendo un católico practicante. Su padre, quien murió de un ataque al corazón cuando Monda tenía 15 años, era alcalde de Cisterna di Latina, una ciudad al sur de Roma, y ayudó a financiar películas, incluidas algunas de los hermanos Taviani, que emplearon al joven Monda en 1981. Su hermano Andrea, también es escritor, y ha publicado varios libros sobre Tolkien, CS Lewis y Chesterton. Su hija, Marilù, publicó la saga de fantasía "La profezia del lupo".
Monda se licenció en Derecho en la Universidad de Roma La Sapienza. En 1994, se mudó a Nueva York donde, a cambio de un apartamento en el Upper East Side, trabajó como portero, y comenzó a escribir para La Repubblica, así como a enseñar en la Universidad de Nueva York. Susan Sontag, a quien entrevistó, escribió una carta de apoyo para ayudarlo a obtener el puesto de profesor. A partir de 1999, también trabajó para varias instituciones culturales del gobierno italiano.

## Libros
Antonio Monda comenzó como ensayista y crítico de cine. Su primer libro sobre cine estadounidense, La Magnifica Illusione (La magnífica ilusión), ganó el Efebo d'Oro como el mejor libro de cine de 2003. Su libro Do You Believe? fue traducido a varios idiomas.
Su debut en la ficción fue Assoluzione, que se publicó originalmente en Italia en 2008. Con L'America non esiste, ganadora del Premio Cortina D'Ampezzo, comenzó un proyecto de diez novelas, con personajes recurrentes, en Nueva York en el siglo XX. . El segundo volumen fue La casa sulla roccia (2014), seguido de Ota Benga (2015), L'indegno (2016), L'evidenza delle cose non viste (2017) y Io sono il fuoco (2018).
Entre sus otros libros se encuentran la colección de cuentos y fotos Nella città nuda, la antología The Hidden God (curada con Mary Lea Bandy), Lontano dai Sogni, una larga entrevista con Ennio Morricone e Il Paradiso dei lettori innamorati, una colección de Entrevistas con grandes escritores sobre sus películas favoritas.
Con motivo de la publicación estadounidense de Unworthy (Penguin Random House), varios novelistas elogiaron con entusiasmo el libro: Daniel Mandelsohn, Cathleen Schine, Mary Karr, Colum McCann y Philip Roth que escribió: "Con delicadeza en la narración, Monda ha escrito un libro compacto y contundente. Eso podría ser una morbosa historia erótica de Boccaccio, exponiendo la atormentada lujuria del clero".

## Películas
Monda ha dirigido documentales, anuncios comerciales y un largometraje, Dicembre, presentado en el Festival de Cine de Venecia, y el ganador de premios tales como el Carro d'Oro, Premio Cinema Giovane, Icaro d'Oro y Premio Navicella. En 2012 coprodujo Enzo Avitabile Music Life, dirigida por Jonathan Demme.

## Crítica y Periodismo
Fue crítico de cine tanto para la New York Review of Books como para La Rivista dei Libri. Después de ocho años en el diario Il Mattino, se convirtió en el corresponsal cultural de Estados Unidos para La Repubblica. Tiene una columna de video en RaiNews 24 llamada Central Park West. Sus ensayos han aparecido en Paris Review y colabora regularmente también con Vanity Fair, Uomo Vogue y el canal de televisión italiano La7.

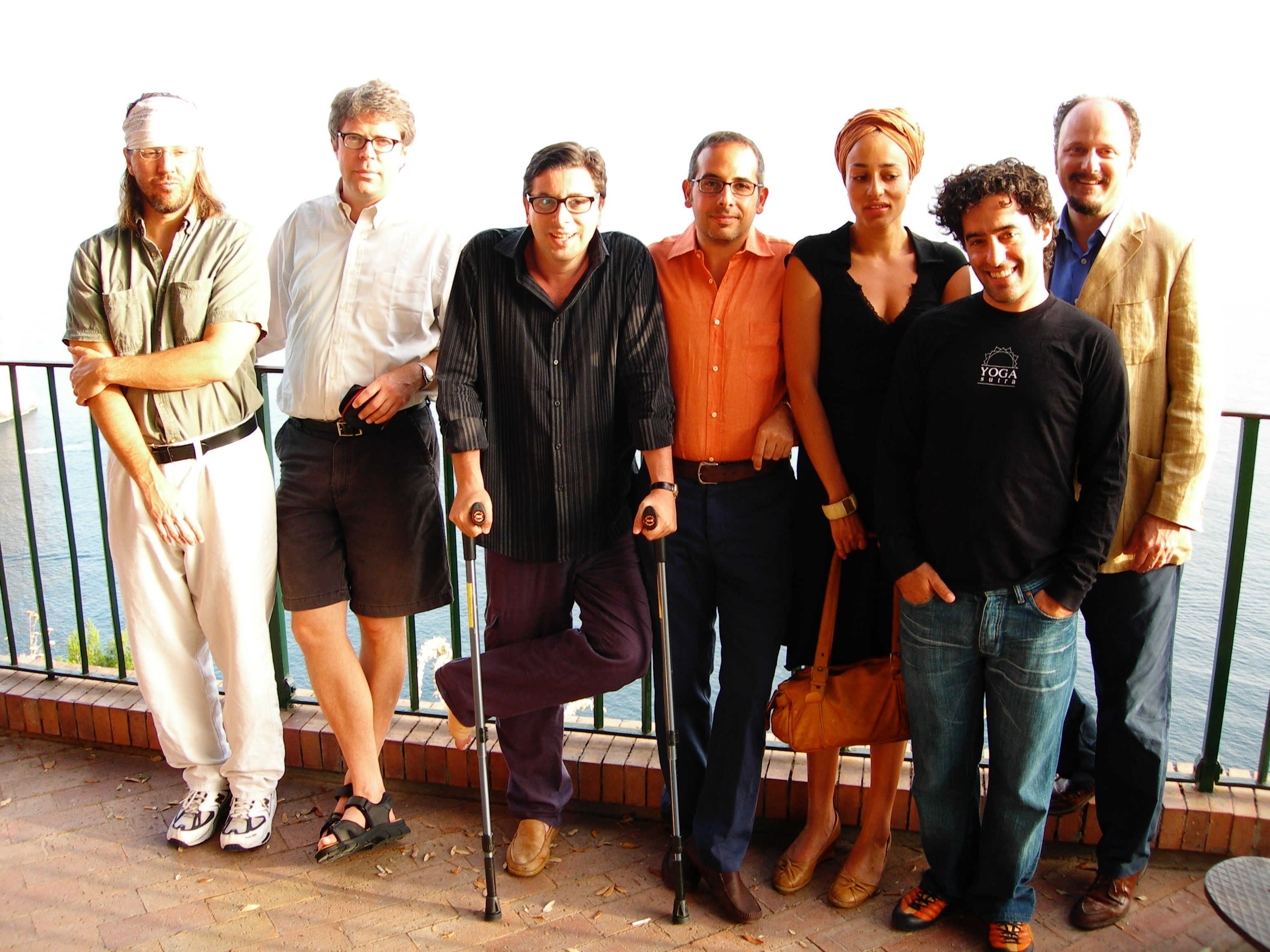
En "Los Coloquios" (Capri, 2006) con David Foster Wallace, Jonathan Franzen, Davide Azzolini, Zadie Smith, Nathan Englander y Jeffrey Eugenides

## Entrevistas y vida cultural.
Las entrevistas de Monda para La Repubblica han ganado un estatus propio; se le conoce por formular preguntas muy profundas de una manera muy directa, como "Comente la afirmación de Dostoievski de que "si Dios no existe, todo está permitido".
The New York Times escribió: "El Sr. Monda se ha conectado visceralmente con Nueva York, aunque su afinidad particular era con la experiencia judeoamericana de la ciudad. Puede parecer curioso, ya que el Sr. Monda es un católico practicante, educado por los jesuitas, que parece sorprendido por la atracción. "De repente, descubrí que todo lo que me gusta (musicalmente, novedades) está escrito, compuesto o dirigido por un judío", dijo. Se sumergió en la escritura de I. B. Singer ( "mi héroe"), Saul Bellow, Norman Mailer y Philip Roth, así como en las películas de Woody Allen, en las obras de Arthur Miller y en George Gershwin y Bob Dylan. A continuación, tuvo una idea: hacer un documental para la audiencia italiana sobre autores judíos estadounidenses. Entrevistó a todos los que pudo y en cada caso comenzó con una pregunta directa: "¿Por qué me gustas?"
Este estilo llamó la atención del director Wes Anderson, quien eligió a Monda como él mismo en la película The Life Aquatic e incluyó una parodia, un DVD extra llamado "Mondo Monda" en el que Monda hace esas preguntas a Anderson y su asociado, el coguionista Noah Baumbach, que tienen reacciones aturdidas. Monda a menudo se las arregla para usar sus conexiones de entrevistas para temas de sus libros, series de conferencias en el aula o reuniones sociales.
Entre los que ha entrevistado están: Saúl Bellow, Jonathan Franzen, Nathan Englander, Toni Morrison, Philip Roth, Martin Amis, Zadie Smith, Don DeLillo, E.L. Doctorow, Annie Proulx y Elie Wiesel que aparecen en sus libros Do You Believe? y Il Paradiso dei lettori innamorati.

## Festivales
Promotor de las relaciones culturales entre italianos y estadounidenses, es un defensor de los escritores anglófonos en Italia y, según The New York Times, un "instituto cultural italiano de un solo hombre". Monda también es famoso por sus salones de escritores y artistas en su departamento de Upper West Side, Manhattan, donde Meryl Streep, Al Pacino, Don DeLillo, Bernardo Bertolucci, Derek Walcott, Paul Auster, Martin Scorsese, Philip Roth, Jonathan Lethem y Arthur Miller se han mezclado.
El New York Times escribió: "El Sr. Monda reina como el anfitrión del salón cultural más animado de la ciudad, algunos dicen que el único que queda". Sin embargo, la palabra "salón" lo hace estremecer. Prefiere el "laboratorio de ideas". (...) "La historia del Sr. Monda, en todas sus facetas, lo ha convertido en más que un anfitrión genial y más que un defensor de las redes culturales. Habiendo abandonado gran parte de su propio pasado, ha aceptado la tarea de preservar la memoria cultural de Manhattan y de sí mismo a través de lo que él llama "mis dos grandes pasiones, la literatura estadounidense y el cine. (...) El Sr. Monda, el expatriado italiano, se ha convertido en un custodio de las glorias de Nueva York ".
En 2006, fundó con Davide Azzolini, Le Conversazioni, un festival literario global que tiene lugar en Capri, Nueva York y Roma. David Foster Wallace hizo su última aparición pública allí en julio de 2006.
Es el fundador y coanfitrión, junto con Mario Sesti, de Viaggio nel Cinema Americano (Un viaje al cine estadounidense), una serie de entrevistas públicas en el auditorio de Roma con personalidades cinematográficas importantes como Tim Burton, Spike Lee, los hermanos Coen, David Lynch, Francis Ford Coppola, Sean Connery, Jane Fonda, Susan Sarandon y Sydney Pollack. Terrence Malick hizo su primera y única aparición pública aquí en octubre de 2007.
Ha comisariado espectáculos para el Museo Guggenheim, el Museo de Arte Moderno, el Lincoln Center, el Museo Americano de la Imagen en Movimiento y la Academia de Artes y Ciencias Cinematográficas.
También es cofundador y director artístico de "Open Roads: New Italian Cinema".
En febrero de 2015 fue nombrado Director Artístico del Festival de Cine de Roma.

## Libros publicados
- La Magnifica Illusione 2003 (Fazi Editore updated and extended in 2007)
- The Hidden God (published by MoMA) (2004)
- Do you Believe? Conversations on God and Religion (2007) (Vintage)
- Assoluzione (Mondadori in 2008)
- Hanno preferito le tenebre. Dodici storie del male, Arnoldo Mondadori Editore, 2010 ISBN 978-88-04-56479-9978-88-04-56479-9
- Lontano dai sogni (Mondadori, in 2011)
- L'america non-esiste (Mondadori, in 2012)
- Il paradiso dei lettori innamorati (Mondadori, in 2013)
- Nella città nuda (Rizzoli, in 2013)
- La casa sulla roccia (Mondadori, in 2014)
- Ota Benga (Mondadori, in 2015)
- L'indegno (Mondadori, in 2016)
- L'evidenza delle cose non viste (Mondadori, in 2017)
- Io sono il fuoco (Mondadori, in 2018)
- Nel territorio del diavolo (Mondadori, in 2019)
- Il principe del mondo (Mondadori, in 2021)
- Il numero è nulla (Mondadori, in 2023)
- Incontri ravvicinati (La Nave di Teseo, in 2024)